# Gamochaeta sphacelata
Gamochaeta sphacelata là một loài thực vật có hoa trong họ Cúc. Loài này được (Kunth) Cabrera mô tả khoa học đầu tiên năm 1961.